# Nationalliga (Böhmen und Mähren) 1942/43
Die Spielzeit 1942/43 war die vierte Austragung der Eishockeymeisterschaft im besetzten Protektorat Böhmen und Mähren; die Meisterschaft hieß in dieser Saison Národní liga (Nationalliga). Diese diente als Ersatz für die während der Kriegsjahre nicht stattfindende tschechoslowakische 1. Liga. Meister wurde der LTC Prag. Bester Torschütze der Liga wurde wie im Vorjahr Jaroslav Drobný vom I. ČLTK Prag, der in den fünf Spielen seiner Mannschaft sechs Tore erzielte.

## Modus
Die sechs Teams trafen in einer einfachen Runde aufeinander. Meister wurde der Tabellenführer am Saisonende. Der Letztplatzierte stieg ab. Für einen Sieg erhielten die Mannschaften zwei Punkte, bei einem Unentschieden einen und bei einer Niederlage keinen.

## Tabelle
| Pl. | Team                        | Sp. | S | U | N | Torv. | Pkt. |
| --- | --------------------------- | --- | - | - | - | ----- | ---- |
| 1.  | LTC Prag                    | 5   | 4 | 1 | 0 | 21-2  | 9    |
| 2.  | I. ČLTK Prag                | 5   | 3 | 2 | 0 | 20-4  | 8    |
| 3.  | AC Sparta Prag              | 5   | 2 | 1 | 2 | 11-8  | 5    |
| 4.  | SK Podolí Prag              | 5   | 1 | 2 | 2 | 8-15  | 4    |
| 5.  | AC Stadion České Budějovice | 5   | 1 | 1 | 3 | 7-19  | 3    |
| 6.  | ČSK Vítkovice               | 5   | 0 | 1 | 4 | 2-21  | 1    |

## Aufstieg
Die folgenden vier Mannschaften spielten im Play-off-Modus um den Aufstieg in die Nationalliga. Dabei setzte sich der SK Libeň durch.
Halbfinale:
- AFK Kolín* – Královo Pole 1:1 n. V.
- SK Libeň – Stadion Prag 2:1

Finale:
- SK Libeň – AFK Kolín 5:2

## Beste Torschützen
- Jaroslav Drobný (I. ČLTK Prag) – 6 Tore
- Stanislav Konopásek (LTC Prag) – 5 Tore
- František Žák (SK Podolí) – 4 Tore
- Vladimír Zábrodský (LTC Prag) – 4 Tore

- Václav Frýzek (I. ČLTK Prag) – 4 Tore

## Meisterkader des LTC Prag
| Meister von Böhmen und Mähren LTC Prag | Tor: Bohumil Modrý (Jiří Hertl) Abwehr: Josef Maleček – Josef Trousílek, Vilibald Šťovík Angriff: Viktor Lonsmín – Karel Stibor – Ladislav Troják Stanislav Konopásek – Vladimír Zábrodský – František Pergl Oldřich Kučera |